# Cash (film)
Cash (tłumaczenie: "Forsa") – bollywoodzki film akcji wyreżyserowany w 2007 roku przez Anubhav Sinha, autora Dus. W rolach głównych Ajay Devgan, Sunil Shetty, Riteish Deshmukh, Zayed Khan i Dia Mirza. Akcja filmu rozgrywa się w Kapsztadzie w Republice Południowej Afryki.

## Fabuła
W Kapsztadzie pojawiły się 200-karatowe diamenty, które od lat są przedmiotem licznych kradzieży. Aby je zdobyć Karan (Ajay Devgan), zwany "Doc", zatrudnia trzech speców od grabieży: mistrza ucieczek na wodzie Danny'ego (Zayed Khana), doskonałego na lądzie Lucky'ego (Riteish Deshmukh) i Pooję (Esha Deol). Obydwaj panowie, zakochani w Pooji, nie cierpią siebie wciąż ze sobą rywalizując. Ale to niejedyny kłopot ich zleceniodawcy. O diamenty zabiegają też jeszcze dwie osoby: bezwzględny Angad (Sunil Shetty) i ścigająca łamiących prawo policjantka Shania (Shamita Shetty), niemająca pojęcia, że tym razem ściganym jest jej ukochany, sprawiający wrażenie roztargnionego, bezbronnego intelektualisty... Karan.

## Obsada
- Ajay Devgan – Karan / Doc
- Sunil Shetty – Angad
- Riteish Deshmukh – Lucky
- Zayed Khan – Dhanan Jairaj / DJ – narrator/Danny
- Esha Deol – Pooja
- Shamita Shetty – Shania
- Dia Mirza – Aditi
- Ayesha Takia – Riya/Preeti (gościnnie)

## Muzyka
Muzykę do filmu stworzył duet Vishal-Shekhar.
- Cash – Sunidhi Chauhan, Vishal Dadlani i Shekhar Ravjiani
- Mind Blowing Mahia – Sunidhi Chauhan
- Naa Puchho – Sunidhi Chauhan i Vishal Dadlani
- Rehem Kare – Sunidhi Chauhan i Vishal Dadlani
- Naughty Naughty – Anushka Manchanda
- Zara Bachke Jee – Anushka Manchanda, Vishal Dadlani i Shekhar Ravjiani
- Cash [Extended Mix] – Sunidhi Chauhan, Vishal Dadlani i Shekhar Ravjiani